# Jacob Drobnis

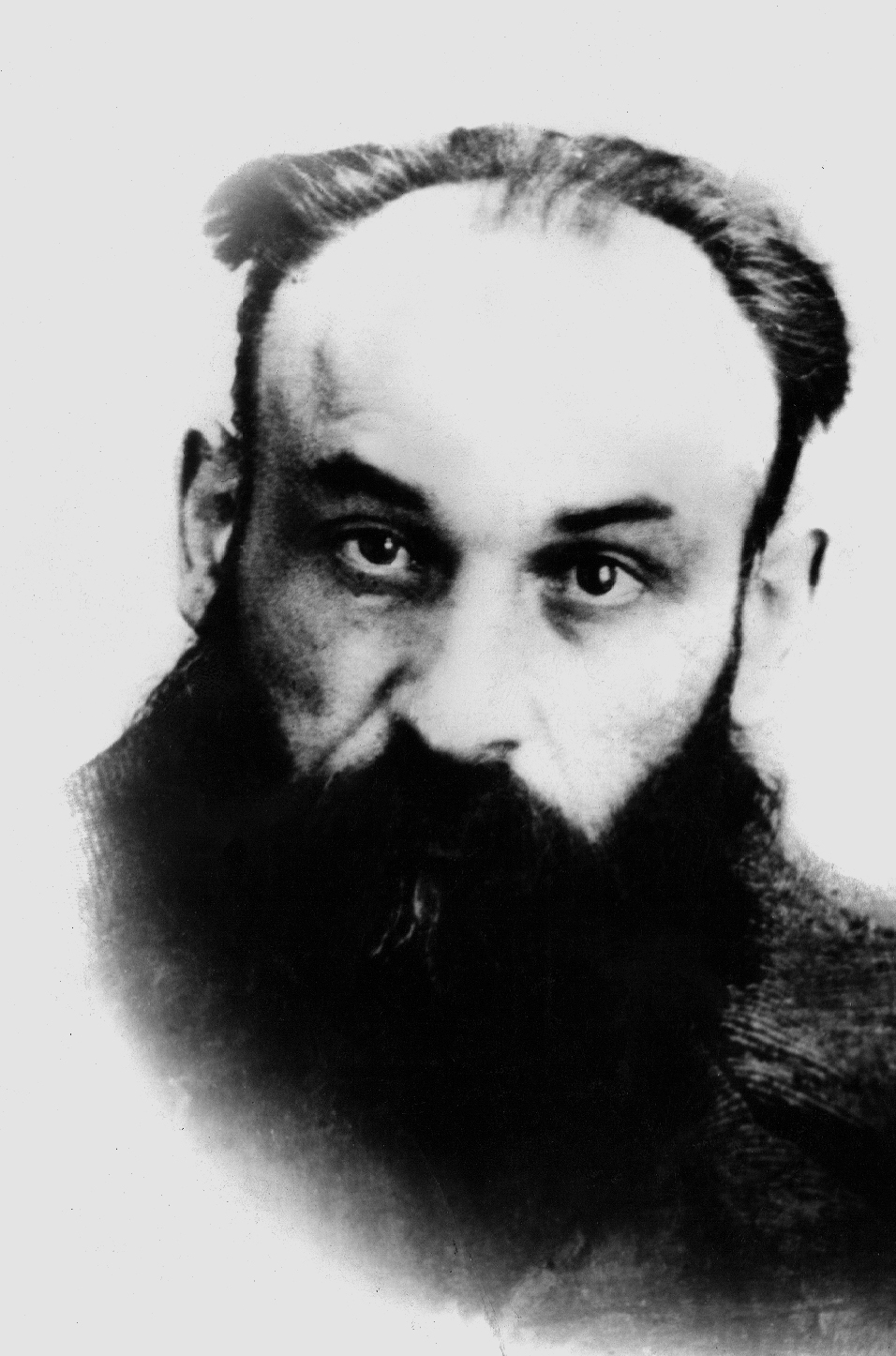
Jakob Naumovitsj Drobnis

Jakob Naumovitsj Drobnis (Russisch: Яков Наумович Дробнис) (Hloechiv, 6 maart 1890 – Moskou, 1 februari 1937) was een Sovjet-Russisch politicus en slachtoffer van Jozef Stalins Grote Zuivering.

## Leven
Drobnis was de zoon van een schoenmaker uit Oekraïne en vervulde aanvankelijk ook zelf dat beroep. In 1904 begon hij met revolutionaire activiteiten en in 1907 sloot hij zich aan bij de Bolsjewieken. Na de Russische Revolutie vocht hij tijdens de Russische Burgeroorlog met het Rode Leger in Oekraïne en overleefde ternauwernood een executiepoging door de Witten. Later klom hij op in de politiek en werd hij plaatsvervangend voorzitter van de Raad van Volkscommissarissen. Na de dood van Lenin sloot hij zich aan bij de Linkse Oppositie van Leon Trotski. In 1927, na de val van Trotski, werd hij uit de partij gestoten, na een spijtbetuiging in 1929 opnieuw weer toegelaten, maar uiteindelijk kwam deze opstelling hem toch duur te staan: in 1936 werd hij gearresteerd en tijdens het tweede Moskouse showproces in januari 1937 ter dood veroordeeld en direct daarna geëxecuteerd.